# Ferréol et Ferjeux de Besançon
Pour les articles homonymes, voir Saint Ferréol, Saint-Ferjeux (homonymie) et Besançon (homonymie).
Saint Ferréol et saint Ferjeux de Besançon (Ferréol, ou Fargeau, ou Ferreolus, homme de fer, en latin) (morts en martyrs chrétiens le 10 juin 212) sont les deux saints patrons de Besançon, fêtés le 16 juin. Ils sont, selon l'Histoire des Francs de l’évêque historien Grégoire de Tours du VIe siècle, deux frères prêtre et diacre, considérés comme les deux fondateurs de la première Église de Besançon, et premiers évangélisateurs de la région séquane (Franche-Comté) dans la Gaule romaine du IIIe siècle. La basilique Saint-Ferjeux de Besançon construite au XIXe siècle sur l'emplacement de leur grotte, en architecture éclectique romano-byzantine-franc-comtoise, leur est dédiée.

## Biographie

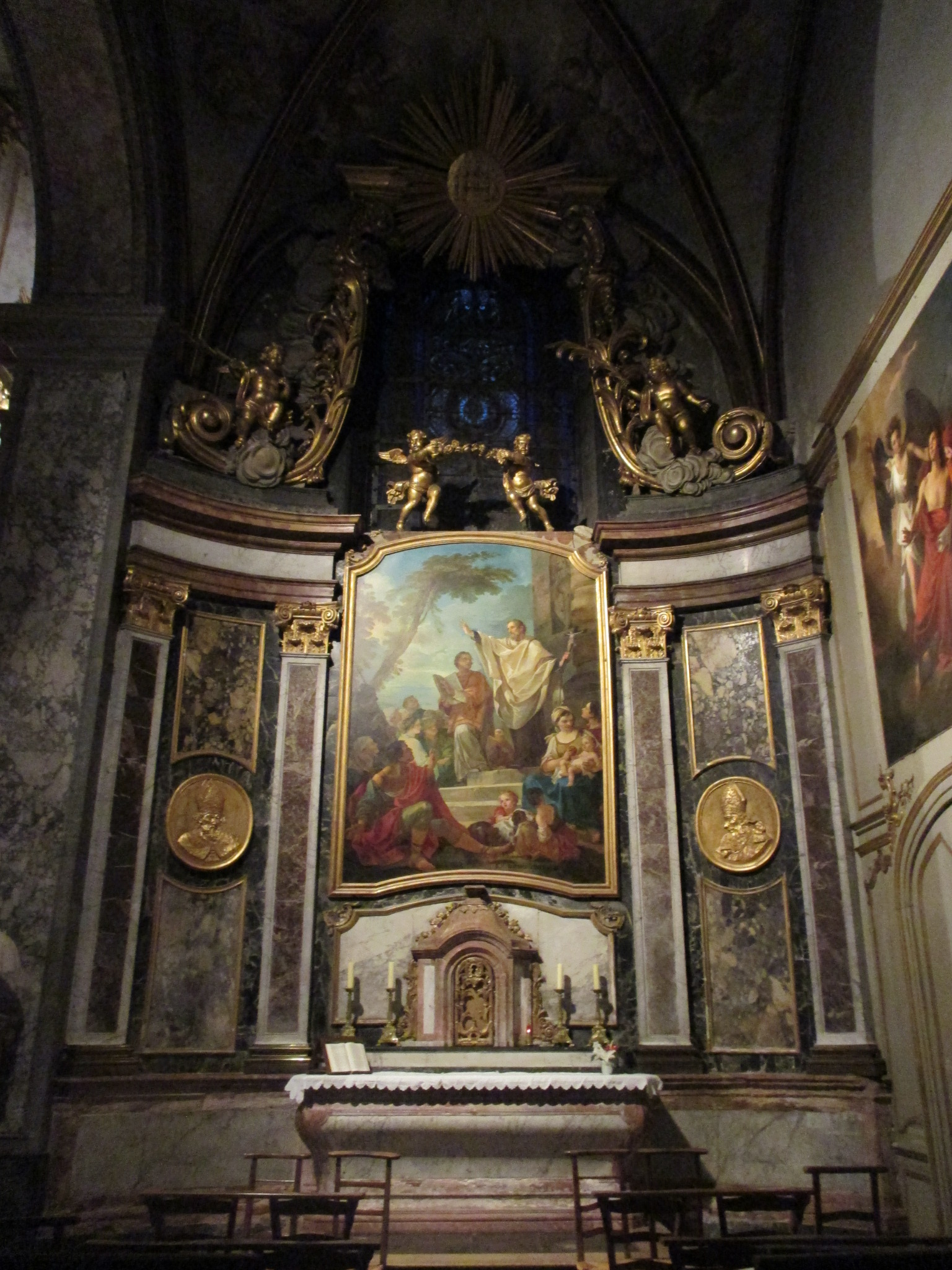
Autel de la cathédrale Saint-Jean de Besançon.

Vers la fin du IIe siècle, selon l'histoire de l'Église catholique, l'évêque saint Irénée de Lyon, disciple de saint Polycarpe de Smyrne, lui-même disciple de l'apôtre Jean, envoie deux évangélisateurs, le prêtre Ferréol et son frère le diacre Ferjeux (anciens étudiants à Athènes en Grèce) fonder une communauté chrétienne à Vesontio (Besançon en latin), et évangéliser la Séquanie gallo-romaine (Franche-Comté actuelle) (christianisme dans le monde romain, expansion du christianisme).
Ils s'installent en 180 dans une grotte des alentours de Vesontio (baptisée depuis quartier Saint-Ferjeux de Besançon) d'où ils commencent leur prédication. Ils sont tous les deux martyrisés le 10 juin 212, et décapités sur ordre du gouverneur romain Claude, pour trouble de l'ordre public.

## Culte dans lediocèse de Besançon
Saint Ferjeux et saint Ferréol sont les saints patrons de Besançon, fêtés liturgiquement le 16 juin. Ils sont représentés dans de nombreuses églises de Besançon et de Franche-Comté.

### Iconographie
Les deux frères sont habituellement représentés ensemble, l'un faisant pendant à l'autre. Ils sont le plus souvent céphalophores et tiennent à la main la palme des martyrs. Ferjeux porte la dalmatique, vêtement propre des diacres, et Ferréol la chasuble, ce qui permet de les distinguer.
Dans certaines représentations Ferréol porte des attributs épiscopaux, comme la dalmaticelle, voire la mitre. Cela tend à rapprocher l'histoire de Ferréol et Ferjeux des missions du christianisme primitif au cours desquelles on envoyait ensemble un évêque et son diacre.

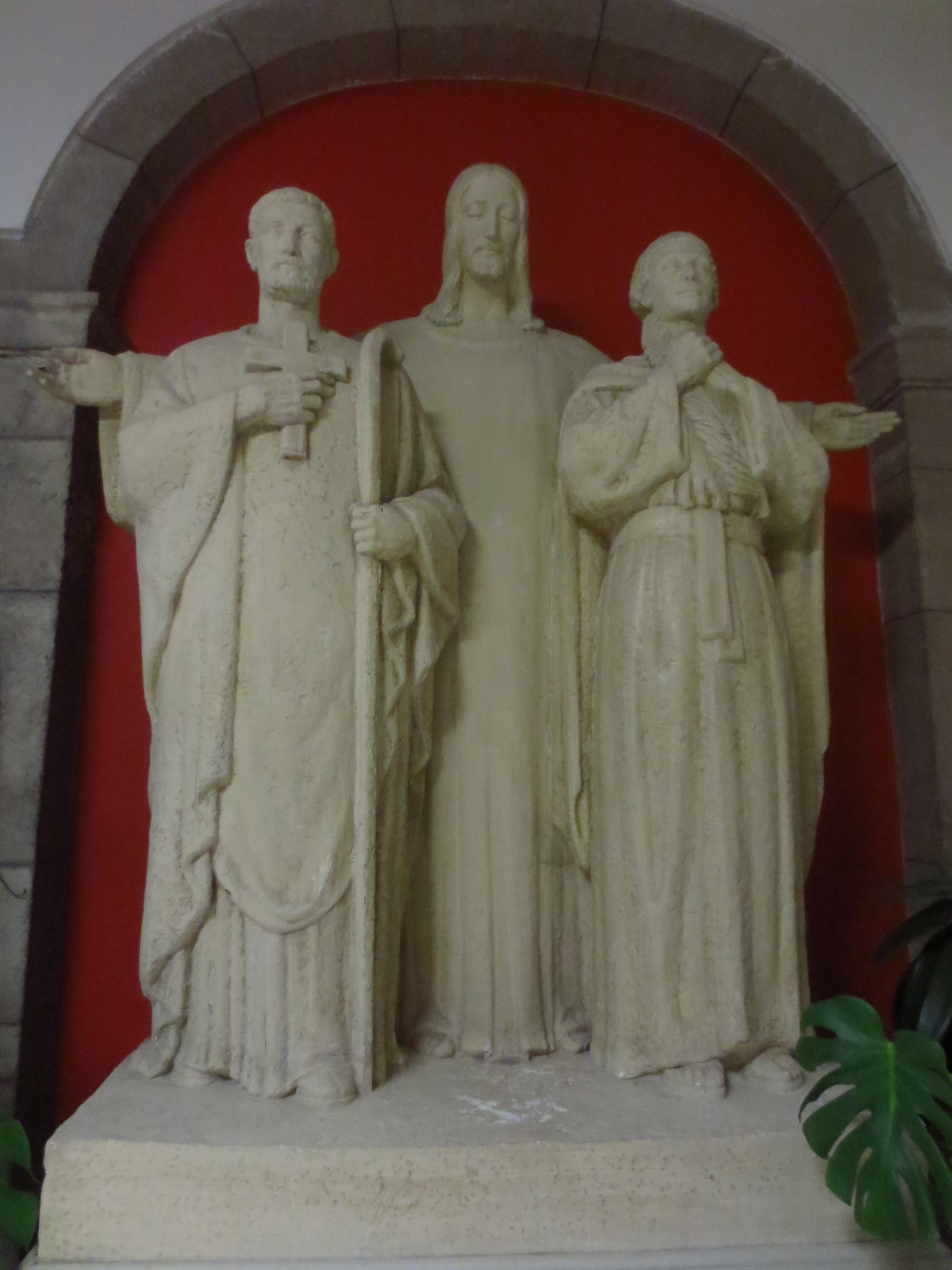
Avec le Christ, au Grand séminaire de Besançon
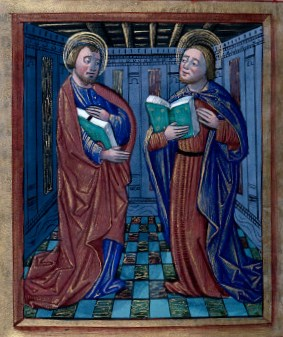
Enluminure du XVe siècle
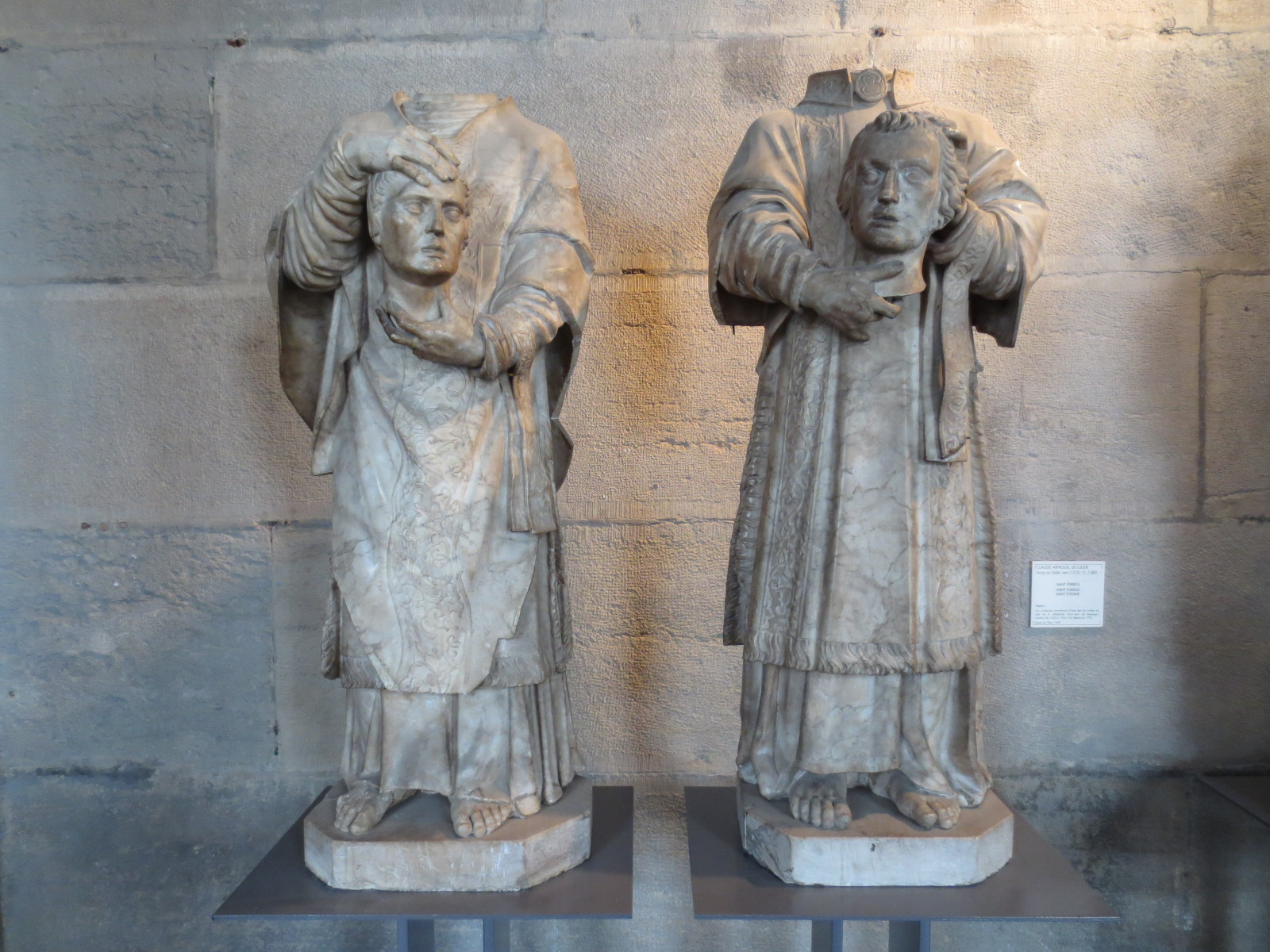
Statues du jubé de la cathédrale Saint-Jean de Besançon par Claude Lullier (1560)
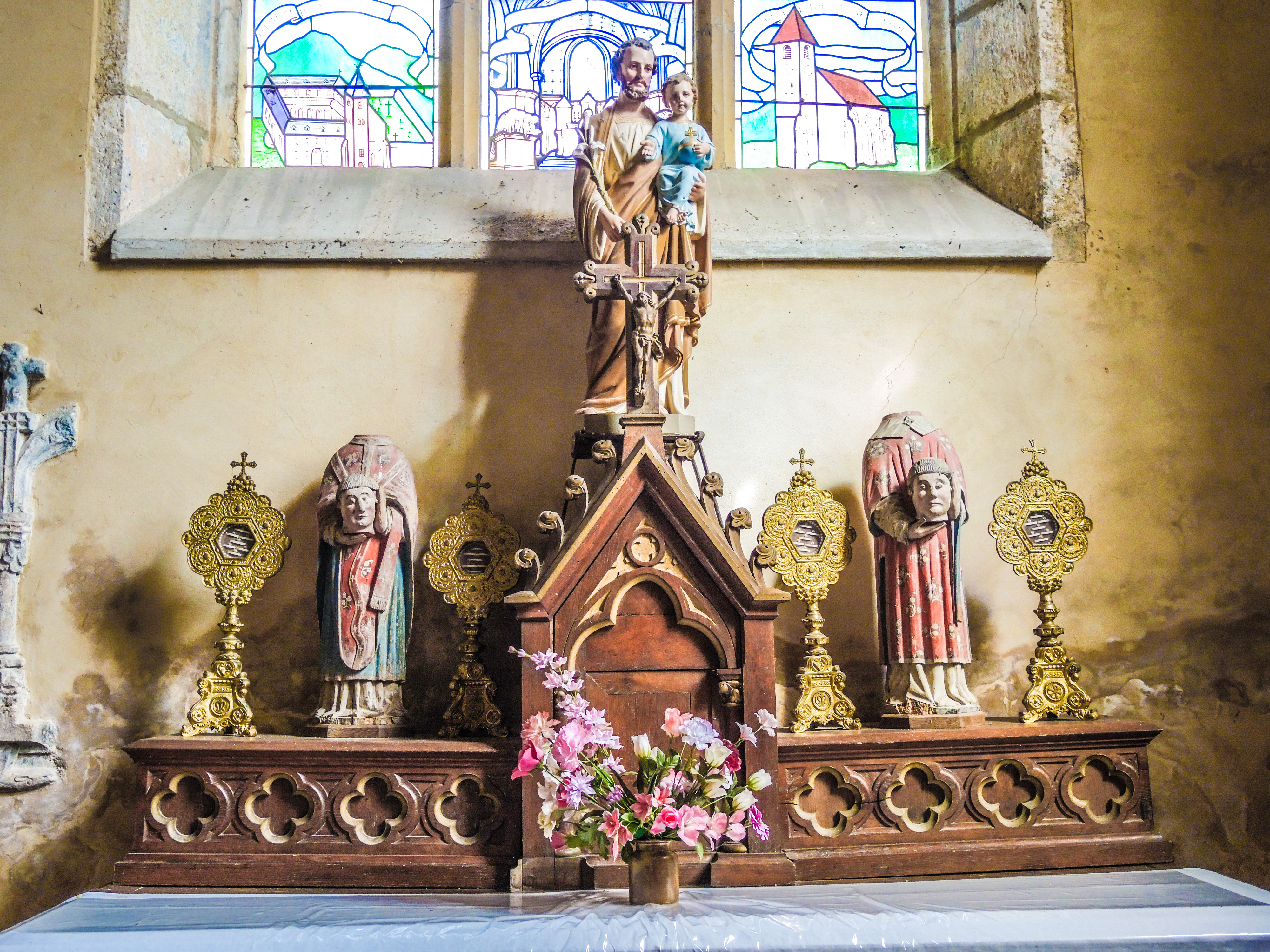
Église Saint-Sulpice de Laval-le-Prieuré
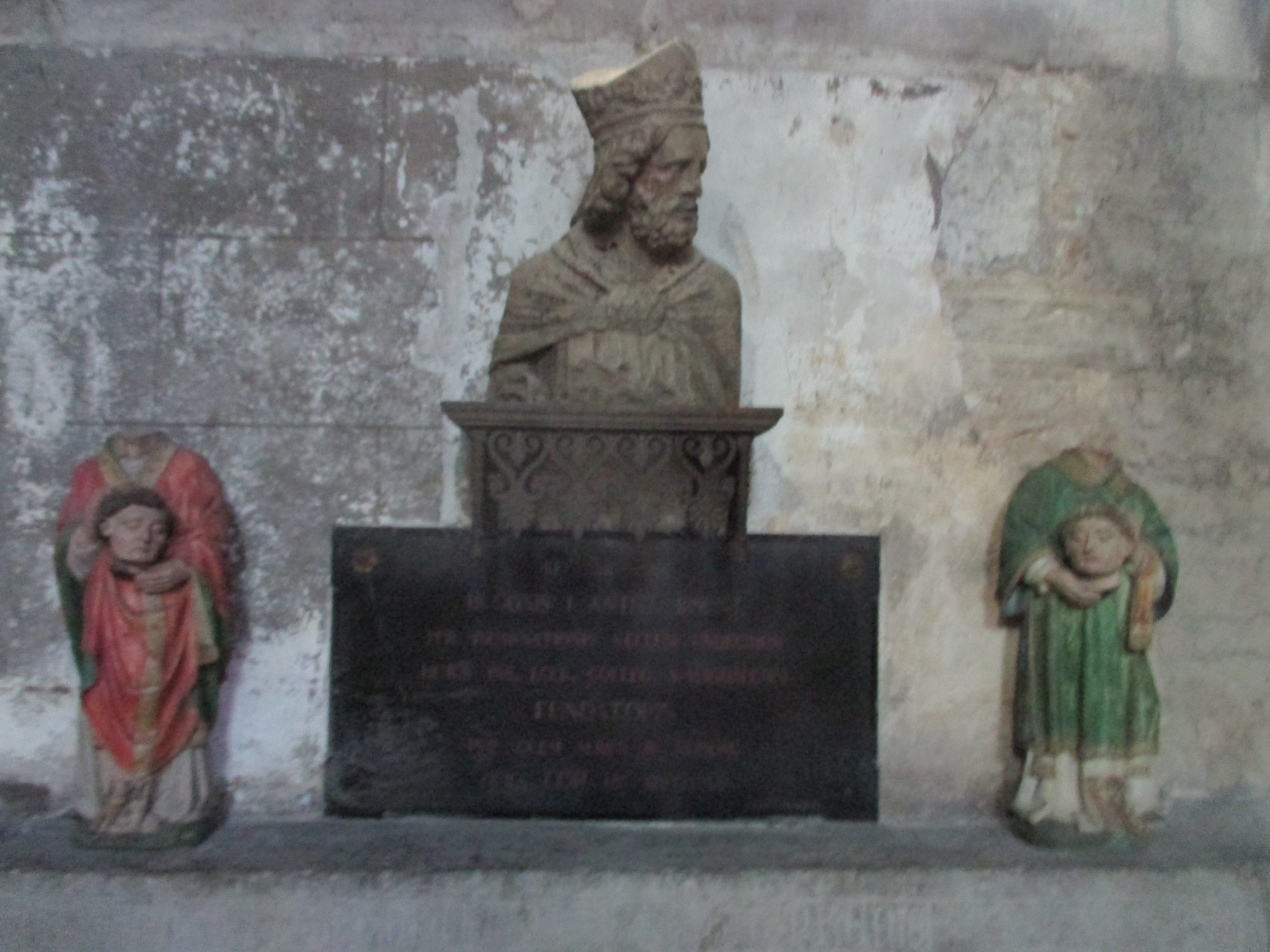
Église Sainte-Madeleine de Besançon
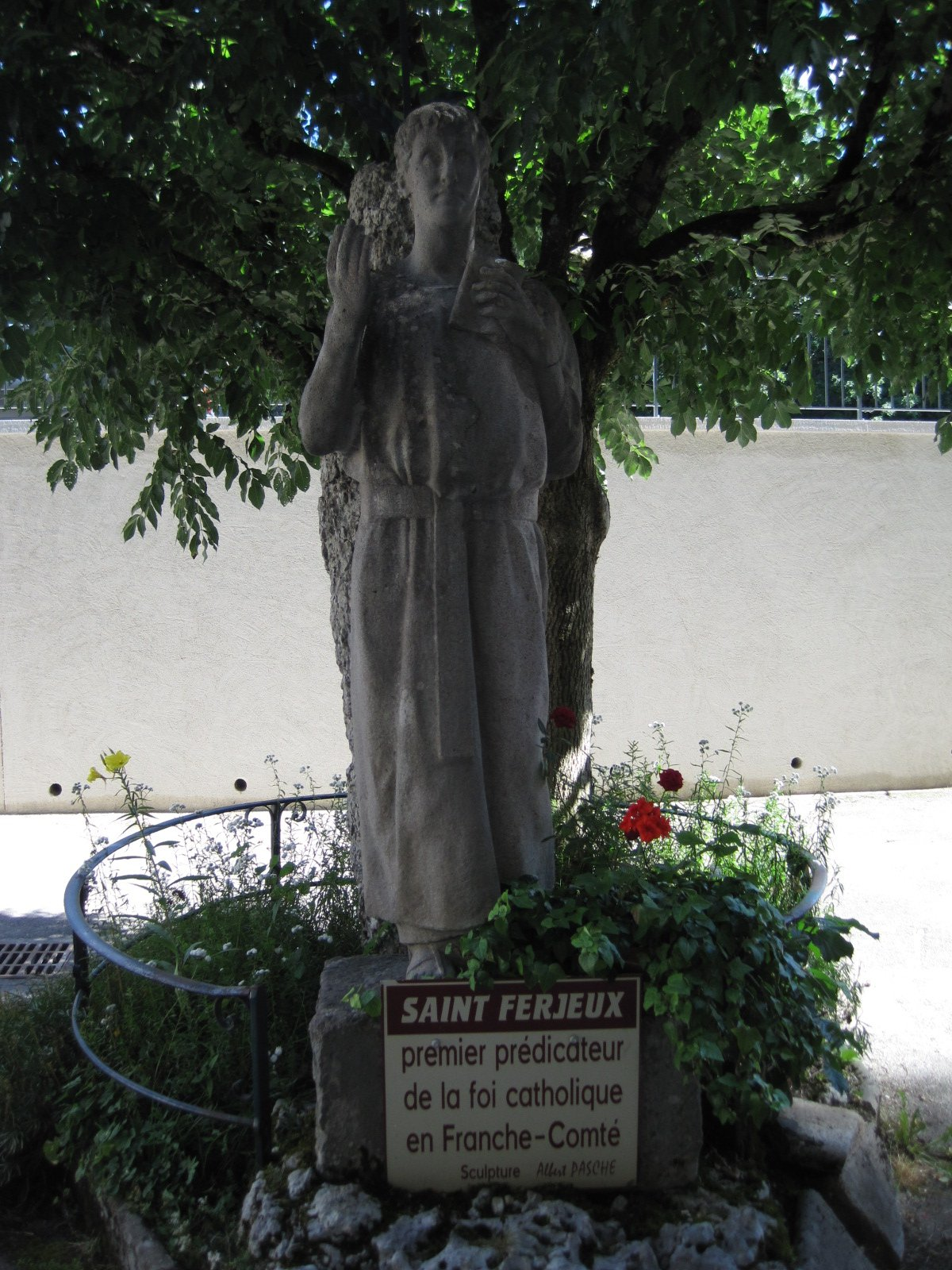
Grotte-chapelle de Remonot, Gorges de Remonot
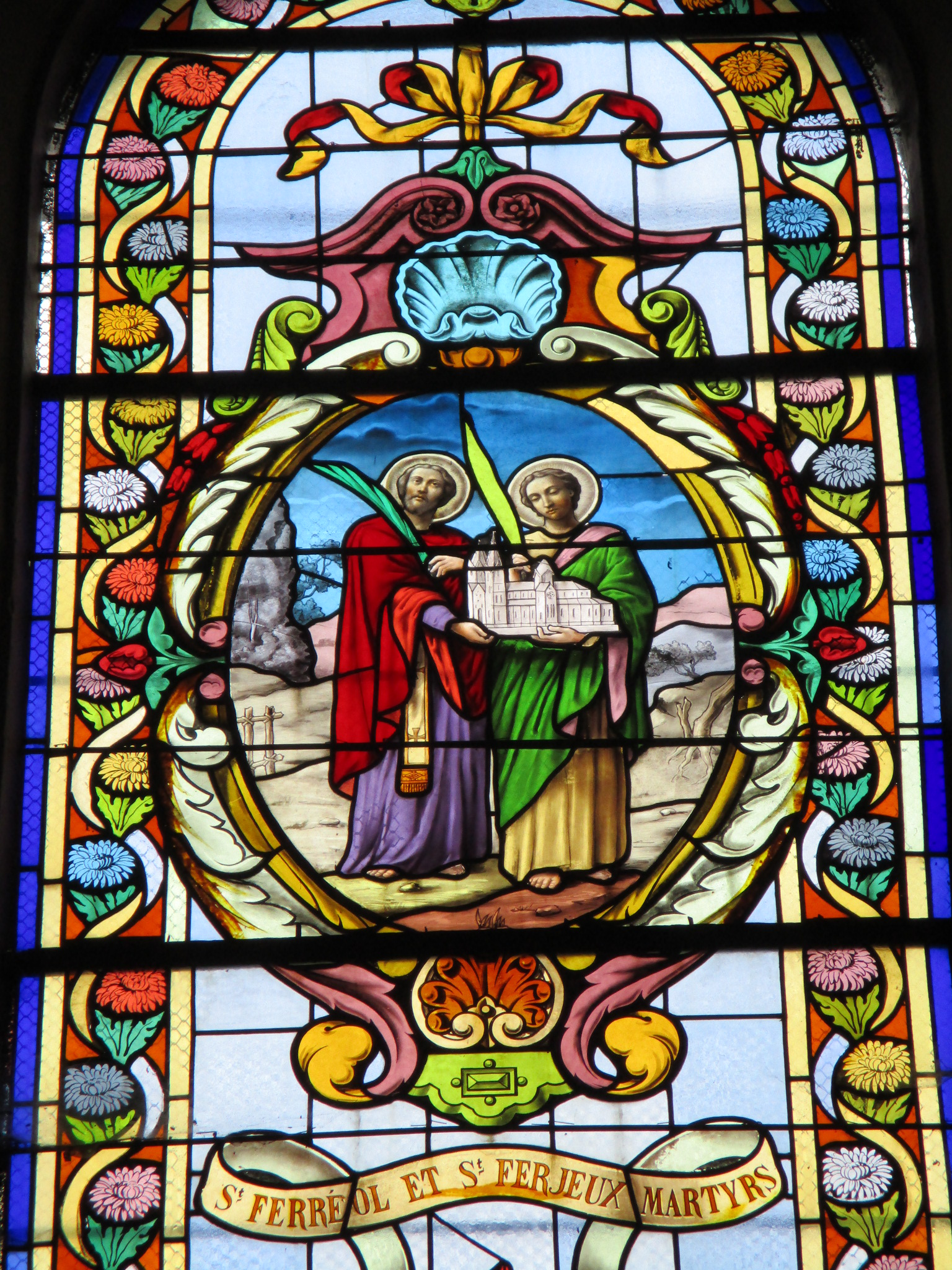
Église Saint-Rémy de Saint-Rémy-en-Comté, en Haute-Saône

### Basilique Saint-Ferjeux
La basilique Saint-Ferjeux de Besançon est construite entre 1884 et 1898 sur l'emplacement de la grotte des deux martyrs, de style éclectique romano-byzantine-franc-comtoise (clocher comtois), rapport à leur origine de l'Empire romain byzantin. 

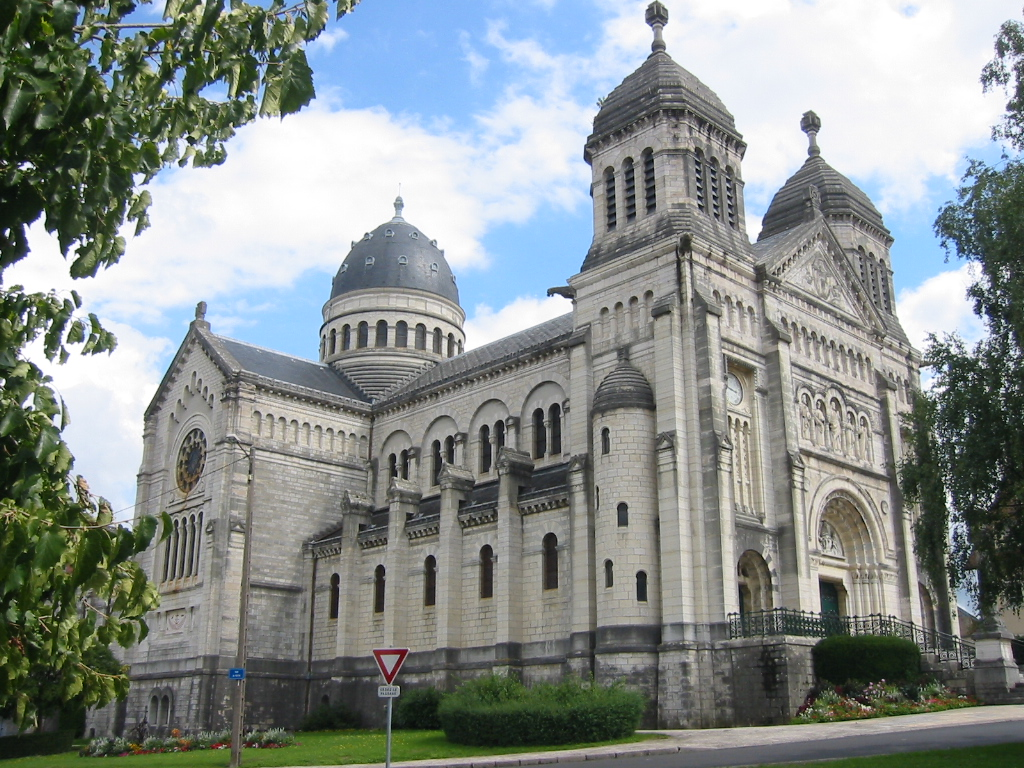
Basilique Saint-Ferjeux (XIXe siècle)
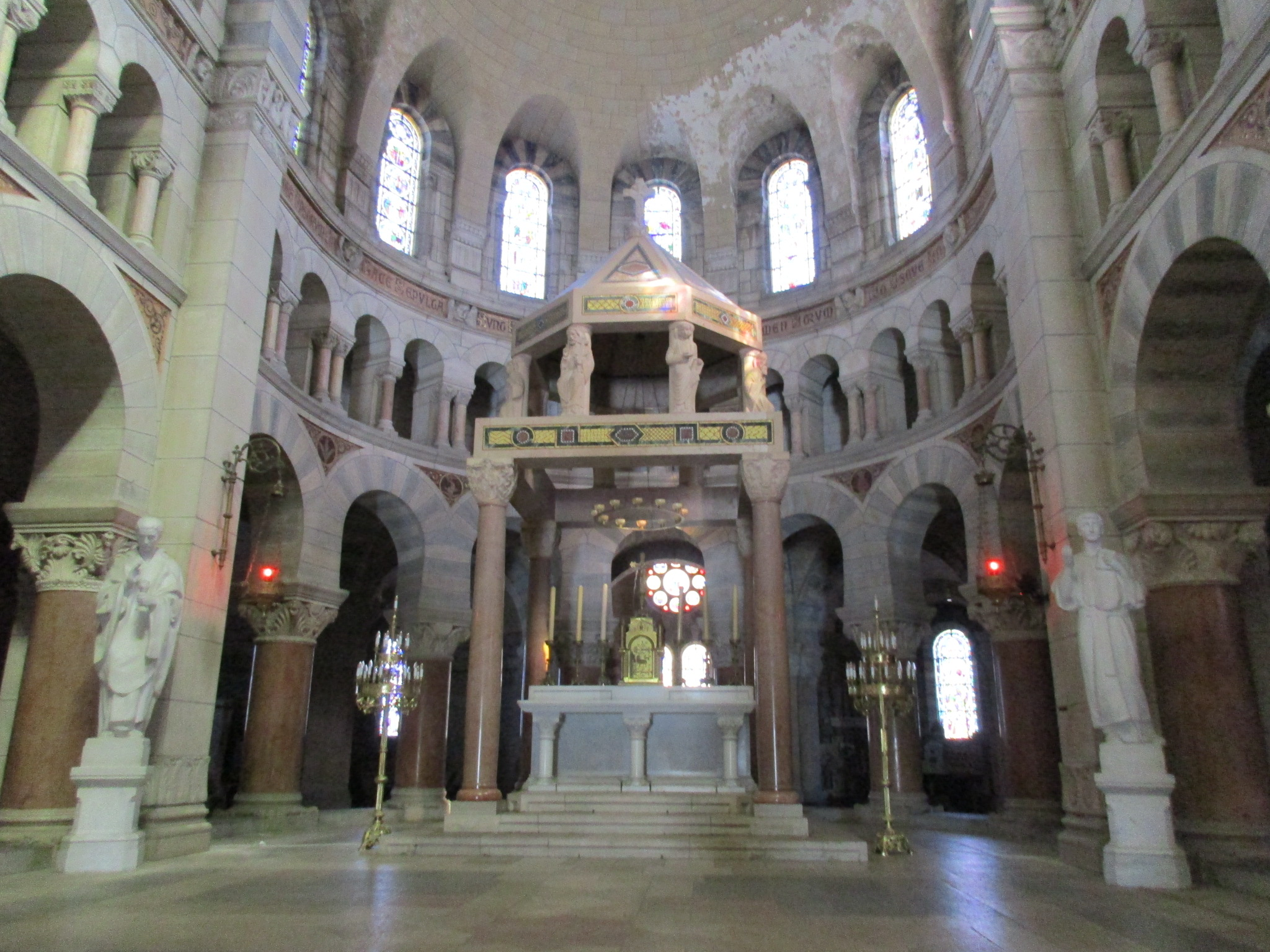
Saint Ferjeux et Saint Ferréol
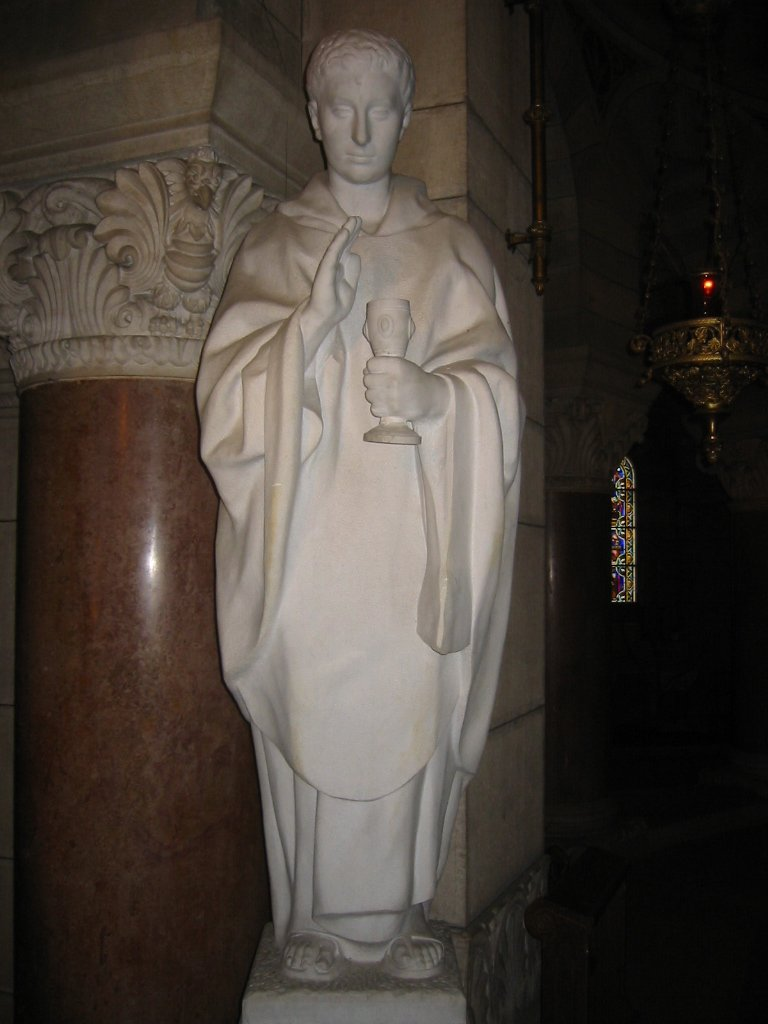
Saint Ferréol
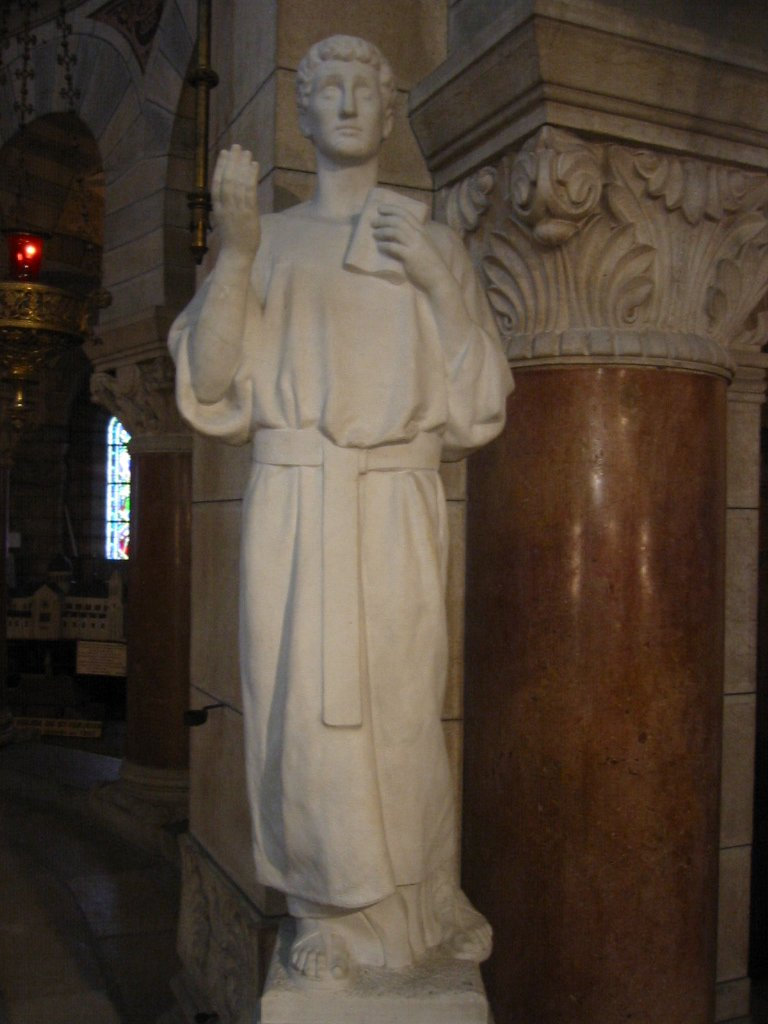
Saint Ferjeux
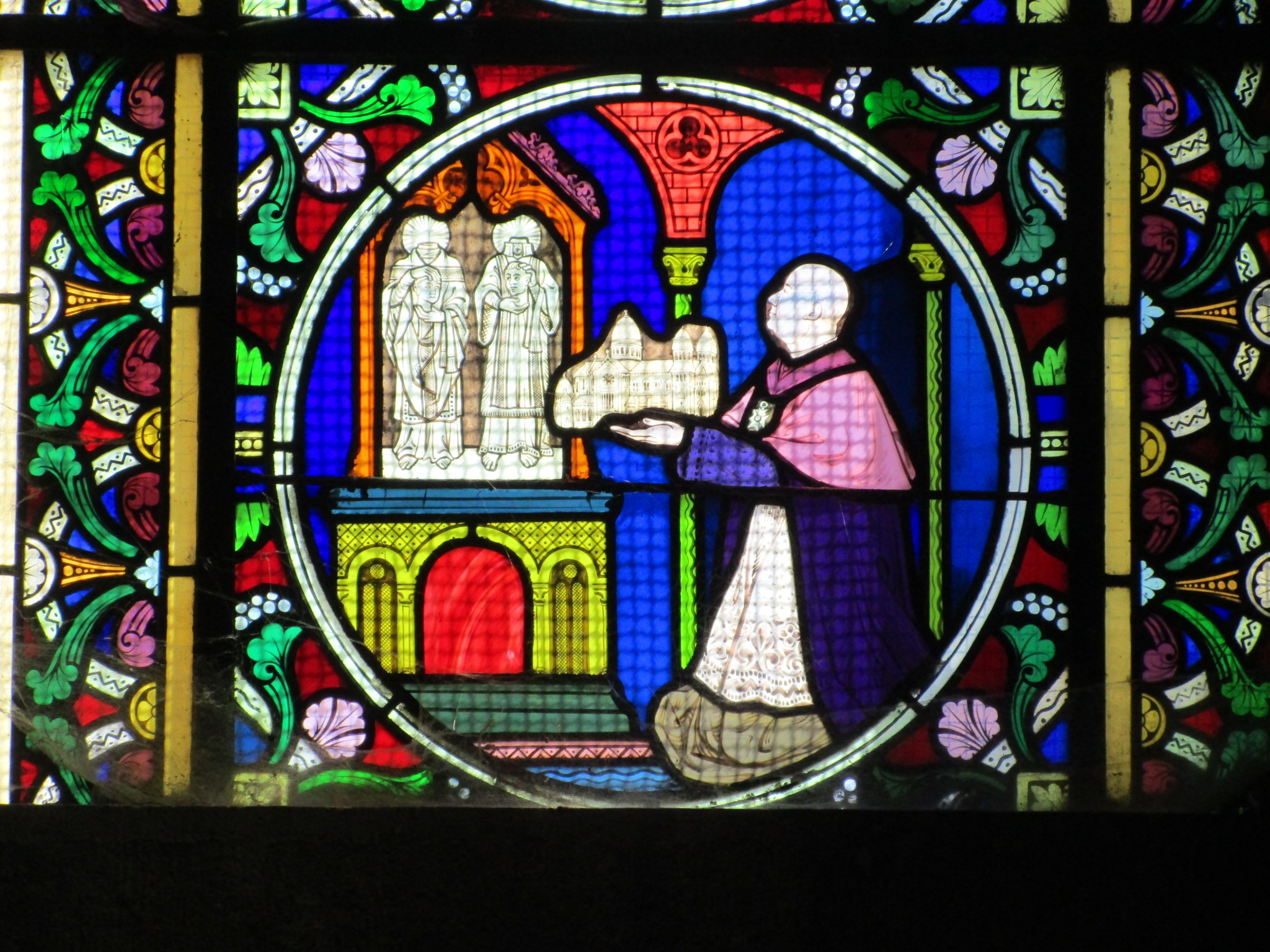
Vitrail
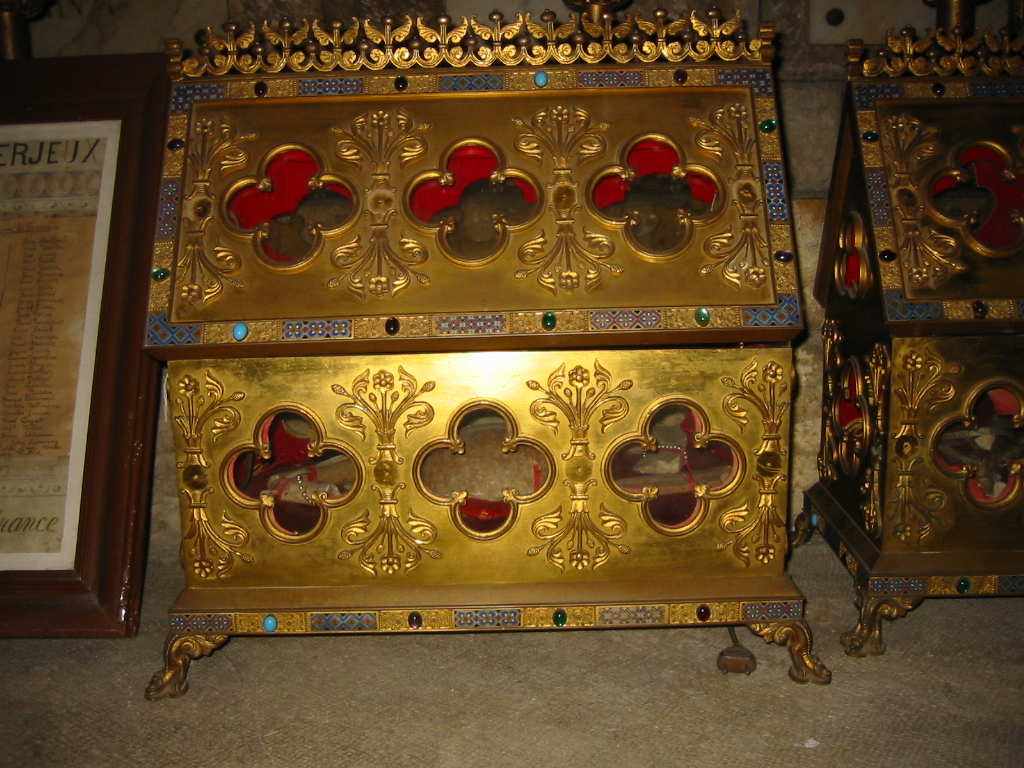
Reliquaire de Saint Ferjeux, de la crypte

La grotte est toujours visible dans la crypte de l'édifice actuel. La basilique remplace une chapelle ancienne dont on trouve les traces au début du Moyen Âge.

## Étude de la véracité de leur existence

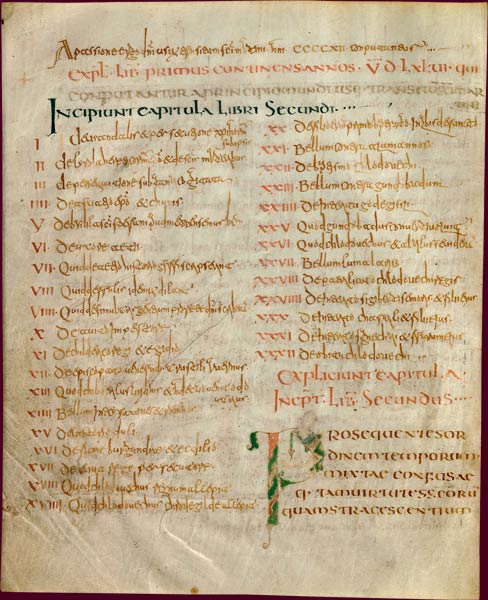
Histoire des Francs de Grégoire de Tours (VIe siècle).

Leur culte est avéré dès le IVe siècle durant la période de l'effondrement de l'Empire romain d'Occident sous les coups des invasions alamanes et vandales des « Invasions barbares ». Il existe au moins avant l'an 500, un récit de la passion de Férréol et Ferjeux (bien que les plus anciens écrits connus de Ferréol et Ferjeux comportent une erreur historique de datation : leur martyre aurait eu lieu en 212 sous le règne d'Aurélien, Empereur romain de 270 à 275…).
Il existe très peu de traces écrites avérées connues de l'histoire des premiers évangélistes de l'histoire du christianisme, et évangélistes et évêques de Besançon (liste des évêques et archevêques de Besançon). Les plus anciens reconnus seraient Pancharius en 346, Chélidonius en 444, Amantius (487 à 515), Claudius vers 517, Urbicus en 549, et Tetradius dans les années 550, Silvester dans les années 580 (dont l'épitaphe est encore visible dans la crypte de la basilique Saint-Ferjeux). À cette date, comme en témoigne Grégoire de Tours la tradition des martyrs de Ferréol / Ferreolus, et Ferjeux / Ferrucius est bien vivante et fixée, et leur tombeau est alors reconnu par la tradition chrétienne comme source de miracles.
Le récit de la passion de Ferréol et de Ferjeux, de l'histoire des Francs de l’évêque historien Grégoire de Tours du VIe siècle, similaire à celle de saint Bénigne de Dijon (mort en martyr chrétien à Dijon vers 179, dont l'abbaye Saint-Bénigne de Dijon est fondée sur son tombeau présumé, tout comme la basilique Saint-Pierre de Rome du Vatican est bâtie sur le tombeau présumé de l'apôtre Pierre, mort en martyr vers 70, reconnu comme premier évêque / pape de la chrétienté), et de celle de très nombreux premiers chrétiens évangélistes martyrs de l'histoire du christianisme (expansion du christianisme) date donc des environs de l'an 500. Elle a été rédigée de façon similaire à la passion des martyrs de Valence, Félix, Fortunat et Achillée qui passaient, comme Ferréol et Ferjeux, pour être des disciples d'Irénée de Lyon.
La passion de Ferréol et Ferjeux contient toutefois des indications locales : la mention de clous — alênes — enfoncés dans les articulations du corps et de la décapitation. Ces mentions qui apparaissent dans le récit de la passion et dans celui un peu plus tardif de l'invention des reliques. Selon ce dernier texte c'est vers 370 que l'évêque Anianus aurait retrouvé les corps des deux saints martyrs et reconnu leur statut de martyrs en raison des clous qui étaient enfoncés dans les crânes des deux corps. Diverses indications montrent que les individus inhumés appartenaient à un cimetière public, la présence des clous renvoie à des pratiques funéraires qui ne concernent pas la persécution chrétienne et sont connues par ailleurs,, notamment au cimetière de la Viotte à Besançon.
Yves Jeannin critique l'historicité de ces récits de la passion des deux martyrs (c'est à l’évêque Amans de Rodez et de son entourage vers 500 qu'il faudrait attribuer l'invention des reliques,). Selon lui « la Passion de Ferréol et Ferjeux serait purement imaginaire ». Le récit de l'invention des reliques renvoie sans doute à des réalités du début du VIe siècle à un moment où les communautés chrétiennes s'affirmaient et se donnaient une identité locale. Il est donc difficile de prouver historiquement concrètement, que la christianisation de Besançon et de la Franche-Comté se soit faite plus tardivement que ne le dit l'histoire du christianisme avec sa légende.